# Winfried Schenk
Winfried Schenk (* 6. Oktober 1956) ist ein deutscher Geograph.

## Leben
Nach dem Studium (1976–1983) an der Universität Würzburg der Fächer Volkskunde, Geschichte, Deutsch und Erdkunde mit Ablegung des 1. (wissenschaftlichen) Staatsexamens für das Lehramt an Gymnasien in den drei letztgenannten Fächern war er ab 1985 wissenschaftlicher Mitarbeiter am Lehrstuhl für Kulturgeographie bei Helmut Jäger. Nach der Promotion 1988 zum Dr. rer. nat. und der Habilitation 1993 an der Fakultät für Geowissenschaften in Würzburg war er von 1996 bis 2001 C3-Professor für Anthropogeographie und Landeskunde Südwestdeutschlands in Tübingen. Von 2001 bis 2022 war er Professor (C 4) für Historische Geographie am Geographischen Institut der Universität Bonn.
Seine Forschungsschwerpunkte sind Konzepte und Methoden der Historischen Geographie, Karten- und Bildquellen, Territorialisierungsprozesse, Raumwahrnehmung und Erinnerungslandschaften, Planungs- und Siedlungspolitik in ländlichen und städtischen Räumen seit der Frühen Neuzeit, historische Geographien des Konsums und des Wohlbefindens, Umweltgeschichte, Naturgefahren und Naturkatastrophen, Landnutzungs- und Kulturlandschaftsgeschichte und Angewandte Historische Geographie.

## Schriften (Auswahl)
- Mainfränkische Kulturlandschaft unter klösterlicher Herrschaft. Die Zisterzienserabtei Ebrach als raumwirksame Institution vom 16. Jh. bis 1803. Würzburg 1988.
- Waldnutzung, Waldzustand und regionale Entwicklung in vorindustrieller Zeit im mittleren Deutschland. Historisch-geographische Beiträge zur Erforschung von Kulturlandschaften in Nordhessen und Mainfranken. Stuttgart 1996.
- (zusammen mit Klaus Fehn): Fünfzig Jahre Historische Geographie von Mitteleuropa an der Universität Bonn. Bergisch Gladbach 2022 (= Colloquium Geographicum 39).